# Karen Stives
Karen Stives, född 3 november 1950 i Boston, Massachusetts, död 14 augusti 2015 i Dover i Massachusetts, var en amerikansk ryttare.
Hon tog OS-guld i lagtävlingen i fälttävlan i samband med de olympiska ridsporttävlingarna 1984 i Los Angeles.